# 1876 en baseball
Chronologie du baseball
Baseball en 1875 - Baseball en 1876 - Baseball en 1877
Les faits marquants de l'année 1876 en Baseball

## Champions
- 26 septembre : La première édition aux États-Unis du championnat de baseball de la Ligue nationale livre son verdict : les Chicago White Stockings sont sacrés avec 52 victoires et 14 défaites. Ross Barnes devient le premier champion à la batte[1].

| Ligue nationale |                           |      |      |        |      |
| Rang            | Club                      | Vic. | Déf. | % vic. | GB   |
| 1er             | Chicago White Stockings   | 52   | 14   | .788   | --   |
| 2e              | Hartford Dark Blues       | 47   | 21   | .691   | 6.0  |
| 3e              | St. Louis Brown Stockings | 45   | 19   | .703   | 6.0  |
| 4e              | Boston Red Caps           | 39   | 31   | .557   | 15.0 |
| 5e              | Louisville Grays          | 30   | 36   | .455   | 22.0 |
| 6e              | New York Mutuals          | 21   | 35   | .375   | 26.0 |
| 7e              | Philadelphia Athletics    | 14   | 45   | .237   | 34.5 |
| 8e              | Cincinnati Reds           | 9    | 56   | .138   | 42.5 |

## Événements
- 2 février : Fondation de la National League of Professionnal Baseball par huit clubs : Boston, Chicago, Cincinnati, Hartford, Louisville, New York, Philadelphie et Saint Louis. Cette date marque le début de la mainmise totale des propriétaires de clubs sur l’organisation du jeu. Les joueurs ont, il est vrai, largement entamé leur crédit en se prêtant volontiers au trucage de matches mettant en péril l’avenir même du baseball professionnel. Sous l’impulsion de Spalding, les propriétaires donnent un sévère tour de vis qui provoque d’inévitables remous avec les joueurs, désormais sous contrat à vie avec leur club.
- 3 février : Albert Spalding, ancien pitcher de baseball et désormais homme fort de la Ligue nationale, et son frère Walter, ouvrent à Chicago une boutique d’articles de sport ; c’est le point de départ de la société Spalding qui produit rapidement nombre d’articles de sport.
- 22 avril : Début du championnat de la Ligue nationale.
- 2 mai : Le baseballeur Ross Barnes des Chicago White Stockings tape le premier coup de circuit de l’histoire de la Ligue nationale.
- 21 juillet : À l’occasion du centenaire des États-Unis et de la ville de San Francisco, une sélection de joueurs de la région de la Bay effectue une tournée dans l’est. En ce 21 juillet, les Centenials commencent leur tournée par une défaite 12-4 face à une équipe de semi-pros New-Yorkais. La fin de la tournée est plus festive pour les représentants du Golden State avec 6 victoires en 7 matches à Philadelphie. Ces succès transmis par la presse ont un grand retentissement à San Francisco.

## Naissances
- 11 janvier : Elmer Flick, joueur de baseball américain. († 9 janvier 1971).
- 19 octobre : Mordecai Brown, joueur de baseball américain. († 14 février 1948).
- 28 novembre : Lee Fohl, joueur de baseball américain. († 30 octobre 1965).